# The Next of Kin
Pour plus de détails, voir Fiche technique et Distribution.
The Next of Kin est un film d'espionnage britannique réalisé par Thorold Dickinson et sorti en 1942.

## Synopsis
En préparation d'un raid top-secret sur un village côtier Français tenu par l'Armée allemande, un officier de sécurité militaire britannique est choisi pour surveiller les activités du personnel de l’armée du 95th Infantr en Angleterre ainsi que les civils avec lesquels ils se mêlent. Dans le même temps, les services de renseignement allemands envoient les agents 23 et 16 en Angleterre pour obtenir des informations auprès de sources, y compris des conversations entendues dans les pubs, les gares, les magasins et autres lieux publics. L’agent 16 se fait attraper mais 23 atteint son contact, M. Barratt, un libraire de Westport, qui lui confie la tâche d’infiltrer un dépôt de munitions. Après qu’il a aidé un pilote avec un pneu crevé, elle l’invite à danser. Là, il apprend que l’unité a la priorité absolue pour l’équipement spécial. L’agent 23 se charge de savoir pourquoi.
Pendant ce temps, Barratt force son employée, une réfugiée néerlandaise Beppie Leemans, à lui révéler ce qu'elle sait sur les activités de la 95e. Elle l'informe que l'unité s'attend à recevoir des photographies aériennes. Barratt envoie l'agent 23 à Londres pour obtenir ces photos mais lorsque Leemans réalise la gravité de son acte, elle poignarde Barratt à mort. L'agent 23 revient alors à l'improviste et l'assomme. Il allume ensuite le gaz et maquille la scène en meurtre-suicide. Plus tard, un agent parvient à voler la mallette contenant un négatif de l'avion, négligemment laissée sans surveillance dans un café par un commandant d'escadre. L'officier croit que sa mallette a été prise par erreur et est soulagé lorsqu'elle est rendue au café. En réalité, l'agent a eu le temps de développer d'une photographie, qui est transmise aux services secrets allemands et utilisée pour identifier l'objectif du 95e. Les Allemands se mobilisent par la suite pour tendre une embuscade au raid commando du 95e sur la côte française. Le raid a lieu et est considéré comme un succès, malgré de lourdes pertes. 
Le film se termine en Angleterre, où nous observons deux bavards imprudents dans un train, alors qu'ils sont surveillés par l'agent 23, qui prend des notes.

## Fiche technique
- Titre : The Next of Kin
- Réalisation : Thorold Dickinson
- Scénario : Thorold Dickinson, Basil Bartlett, John Dighton et Angus MacPhail
- Production : Michael Balcon
- Photographie : Ernest Palmer
- Musique : William Walton
- Pays d'origine : Royaume-Uni
- Format : Noir et blanc - 1,37:1 - Mono
- Date de sortie : 1942

## Distribution
- Mervyn Johns : M. Davis « no  23 »
- John Chandos : « no  16 »
- Nova Pilbeam : Beppie Leemans
- Reginald Tate : Major Richards
- Stephen Murray : M. Barratt
- Geoffrey Hibbert : Soldat John
- Philip Friend : Lieutenant Cummins
- Phyllis Stanley : Mlle Clare
- Mary Clare : Mme Webster « Ma »
- Basil Sydney : Un capitaine
- Frederick Leister : Un colonel
- Jack Hawkins : Major de brigade Harcourt
- Torin Thatcher : Général allemand
- Ian Fleming : Officier
- Basil Radford (non crédité)
- Naunton Wayne (non crédité)